# Ulivina rhyncoboli
Ulivina rhyncoboli is een soort in de taxonomische indeling van de Myzozoa, een stam van microscopische parasitaire dieren. Het organisme komt uit het geslacht Ulivina en behoort tot de familie Lecudinidae. Ulivina rhyncoboli werd in 1903 ontdekt door Crawley.